# Vaughan Metropolitan Centre (metropolitana di Toronto)
Vaughan Metropolitan Centre è una stazione della linea Yonge-University della metropolitana di Toronto. È una delle sole due stazioni della rete, insieme a Highway 407, a trovarsi fuori dai confini della città di Toronto.

## Storia
Il contratto per la realizzazione della stazione, progettata come capolinea del prolungamento proveniente da Sheppard West, fu assegnato il 21 giugno 2011. La stazione venne inaugurata il 17 dicembre 2017, dopo sei anni di lavori.

## Strutture e impianti
Vaughan Metropolitan Centre è una stazione sotterranea con due binari e una banchina ad isola. La stazione, progettata dallo studio architettonico Grimshaw Architects,  possiede tre ingressi: due all'incrocio tra Millway Avenue e Highway 7, e uno all'incrocio tra New Park Place ed Edgeley Boulevard.
Inoltre, all'interno della struttura è posizionata un'opera d'arte intitolata Atmospheric Lense, che consiste di pannelli a specchio colorati e finestre collocate sul soffitto a cupola dell'ingresso principale.

## Servizi
La stazione è accessibile ai portatori di disabilità grazie alla presenza di ascensori.
- Biglietteria automatica
- Servizi igienici

## Interscambi
La stazione è servita da diverse linee automobilistiche gestite da York Region Transit.
- Fermata autobus